# Sonny Anderson
Anderson da Silva Nilmar (normalt bare kendt som Sonny Anderson) (født 19. september 1970 i Goiatuba, Brasilien) er en tidligere brasiliansk fodboldspiller, der spillede som angriber. Han var på klubplan primært tilknyttet europæiske klubber, hvor han havde stor succes i Frankrig hos både Olympique Marseille, AS Monaco og Olympique Lyon. Han spillede også to sæsoner i den spanske storklub FC Barcelona og to sæsoner i Schweiz hos Servette FC.
Gennem sin karriere vandt Anderson adskillige titler. I sin tid i hjemlandet hos Vasco da Gama var han med til at vinde det brasilianske mesterskab i 1995. Med Servette blev han schweizisk mester, og han vandt det franske mesterskab med både Monaco og Lyon. Hos Barcelona vandt han både La Liga, Copa del Rey og UEFA Super Cuppen.

## Landshold
På trods af sin store succes og mange mål på klubplan opnåede Anderson ikke samme succes i landsholdssammenhæng. Han spillede gennem karrieren kun syv kampe for Brasilien, hvori han scorede ét mål. Han var en del af landets trup til Confederations Cup 2001 i Sydkorea og Japan, hvilket blev hans eneste slutrunde med brasilianerne.
Hele tre gange, i 1996, 2000 og 2001 blev Anderson topscorer i Ligue 1. Han blev også schweizisk topscorer med Servette i 1993.

## Titler
Campeonato Brasileiro Série A
- 1995 med Vasco da Gama

Schweizisk Liga
- 1994 med Servette FC

Ligue 1
- 1997 med AS Monaco
- 2002 og 2003 med Olympique Lyon

Coupe de La Ligue
- 2001 med Olympique Lyon

Trophée des Champions
- 2002 med Olympique Lyon

La Liga
- 1998 med FC Barcelona

Copa del Rey
- 1998 med FC Barcelona

UEFA Super Cup
- 1997 med FC Barcelona

UEFA Intertoto Cup
- 2004 med Villarreal CF